# Maggie Aderin-Pocock
Pour les articles homonymes, voir Pocock.
Margaret Ebunoluwa "Maggie" Aderin-Pocock est une scientifique de l'espace anglo-nigériane, née le 9 mars 1968,. Elle est associée de recherche honoraire du Département de Physique et d'Astronomie de l'University College London (UCl). Depuis février 2014, elle co-présente le programme de télévision d'astronomie The Sky at Night, aux côtés de Chris Lintott (en).

## Vie personnelle et éducation
Aderin-Pocock est née à Londres, de parents nigérians. Son nom « Ebunoluwa » provient des mots en Yoruba « Ebun » qui signifie « cadeau », et « Oluwa » qui signifie « Dieu », qui est aussi une forme variante de la parole « Oluwabunmi » ou « Olubunmi » qui signifie « don de Dieu » en Yoruba. Elle est scolarisée à La Sainte Union Convent School (en) dans le nord de Londres. Elle souffre de dyslexie et, lorsqu'elle était enfant, quand elle a dit un enseignant qu'elle voulait être astronaute, il lui a suggéré qu'elle essaie d'être infirmière, « parce que c'est scientifique aussi ». Elle a gagné quatre A-Levels en maths, physique, chimie et  biologie.
Elle étudie à l'Imperial College London, obtenant un baccalauréat en physique, en 1990, et un doctorat en génie mécanique en 1994. Sa thèse est soutenue en 1995, intitulée Interferometric Studies of Very Thin Lubricant Films in Concentrated Contacts. Ce projet a impliqué le développement d'un système de mesure d'un film ultra-mince (à l'aide de la spectroscopie et interférométrie à 2,5 nm). Cette recherche doctorale portait sur l'amélioration de la performance optique et de la mécanique, la conception du système ainsi que le développement du contrôle et de logiciel de traitement d'image. Les autres techniques de l'époque ne pouvaient fonctionner au niveau du micron qu'avec une beaucoup moins bonne résolution. Ce travail de développement a abouti à ce que l'instrument soit vendu par une société émanant de l'Imperial College.
Elle a discuté de sa biographie dans l'émission de la BBC Desert Island Discs (en) en mars 2010, et a fait l'objet de nombreux articles biographiques sur les femmes et la science.
Elle vit à Guildford, Surrey, avec son mari, Martin et sa fille Lauren, née en 2010.

## Carrière
Aderin-Pocock a travaillé sur de nombreux projets, de l'industrie privée à des contrats du gouvernement pour la recherche universitaire. Elle a commencé au Ministère de la Défense et l'Defence Evaluation and Research Agency (en) sur les systèmes d'alerte aux missiles. Elle a ensuite travaillé sur des instruments pour détecter les mines terrestres. Aderin-Pocock retourne à l'Imperial College London, en 1999, grâce à une bourse de la Science and Technology Facilities Council pour travailler avec le groupe chargé du développement du spectrographe de haute résolution pour le télescope Gemini au Chili, qui sonde le cœur des étoiles, par la conversion de la lumière recueillie par d'énormes télescopes dans le spectre de couleurs, puis les analyse pour travailler sur ce qui se passe à des milliards de kilomètres.
Elle est la principale chercheuse du groupe pour l'instrumentation optique pour Astrium. Elle travaille sur et gère les instruments d'observation pour le satellite Éole, qui permettra de mesurer des vitesses de vent pour aider à l'enquête du changement climatique. 
Elle est également pionnière dans la communication de la science au public, spécifiquement le public scolaire, et dirige également sa propre entreprise, Science Innovation Ltd, qui encourage les enfants et les adultes partout dans le monde à découvrir les merveilles de la science de l'espace.
Aderin-Pocock s'est engagée à inspirer de nouvelles générations d'astronautes, d'ingénieurs et de scientifiques, et elle a parlé à environ 25 000 enfants, beaucoup d'entre eux dans les écoles urbaines afin de leur dire comment et pourquoi elle est devenue scientifique, de déboulonner les mythes sur les carrières, la classe et le genre. Aderin-Pocock pilote le programme des « Voyages de l'Univers », un système qu'elle met en place pour montrer aux enfants et aux adultes partout dans le monde les merveilles de l'espace. Elle contribue également à encourager les activités scientifiques des jeunes en étant une célébrité juge à la compétition nationale Science + Engineering. La finale de ce concours se tient au Big Bang Fair en mars de chaque année pour récompenser les jeunes qui ont atteint l'excellence dans un projet en science, technologie, ingénierie ou mathématiques.
Aderin-Pocock a été conseillère scientifique pour minisérie Paradoxe en  2009, et elle est également apparue dans Doctor Who Confidential. En février 2011, elle a présenté Avons-nous vraiment besoin de la Lune? sur BBC Two. Elle a également présenté En orbite: Comment les satellites dirigent notre monde sur BBC Two le 26 mars 2012.
Depuis 2006, Aderin-Pocock, est chercheuse au département des Études de Science et de Technologie de l'University College London, soutenue par une bourse Science dans la Société 2010-2013 financée par le Science and Technology Facilities Council (STFC). Auparavant, elle a bénéficié de deux autres bourses de recherche liées aux sciences de la communication, celle de 2006-08 du Particle Physics and Astronomy Research Council (PPARC) et celle de 2008-10 du STFC. En 2006, elle est l'une des six lauréates « Women of Outstanding Achievement » avec GetSET Women.
En 2009, elle est nommée à l'Ordre de l'Empire britannique pour ses services à la science et à l'éducation. Elle a également reçu un doctorat honorifique de l'Université du Staffordshire en 2009, pour ses contributions dans le domaine de l'éducation à la science.
En 2015, elle est apparue dans la saison 5 de l'émission de télévision pour enfants Hacker Time (en)
À partir de sa troisième saison, elle est apparue dans Duck Quacks Don't Echo (en) comme l'un des vérificateurs.

## Prix et distinctions
- 2024 — Dame commandeur de l'Ordre de l'Empire britannique[22]
- 2013 — UK Power List, répertoriée comme l'une des 10 britanniques noirs les plus influents.
- 2013 — « Out of the box thinking award » du Centre de la Dyslexie de l'Université de Yale.
- 2012 — UK Power List, répertoriée comme l'une des 100 britanniques noirs les plus influents.
- 2011 — Lauréate du prix "Nouveau Talent", décerné par le WFTV (Women in Film and Television)
- 2010 — Membre d'Honneur de la British Science Association
- 2010 — troisième Bourse STFC de recherche en Sciences dans la Société.
- 2010 — Sujet d'un épisode sur BBC Radio 4 Desert Island Discs
- 2009 — Lauréate du prix « Red’s Hot Women » du Magazine Red, dans la catégorie Pionnières
- 2009 — UK Power List, répertoriée comme l'une des 100 britanniques noirs les plus influents.
- 2009 — Diplôme d'honneur de l'Université de Staffordshire
- 2009 —  Ordre de l'Empire britannique à titre civil attribué en 2009
- 2008 — deuxième Bourse STFC de recherche en Sciences dans la Société.
- 2008 — Invitée à donner un « Discours du vendredi soir » à la Royal Institution
- 2008 — Prix De La Conférence Isambard Kingdom Brunel de la British Science Association.
- 2008 — Lauréate du Prix d'entraide Arthur C Clark pour la Promotion de l'Espace
- 2006 — UKRC (maintenant WISE, Royaume-Uni) « Woman of Outstanding Achievement »
- 2006 — Première lauréate de la bourse Science and Technology Facilities Council (STFC) de recherche en Sciences dans la Société.
- 2005 — Récompensée du "Certificat d'Excellence" par le Club des Champions UK (en reconnaissance des efforts visant à promouvoir l'étude de la science chez les jeunes filles, en particulier celles issues de minorités ethniques)

## Publications
- Aderin, M. "Space Instrumentation: Physics and Astronomy in Harmony?" Paper presented at the Engineering and Physics - Synergy for Success, 5 October 2006, UK.
- (en) Maggie Aderin, « A Different Sort of School Run », Astronomy & Geophysics, vol. 48, no 5,‎ 2007, p. 10–11 (DOI 10.1111/j.1468-4004.2007.48510.x)
- Barlow, M. J., A. S. Hales, P. J. Storey, X. W. Liu, YG Tsamis, and M. E. Aderin. "Bhros High Spectral Resolution Observations of Pn Forbidden and Recombination Line Profiles." Proceedings of the International Astronomical Union 2, no. Symposium S234 (2006): 367–68.
- Aderin, M. E. "Bhros Installation and System Performance." Paper presented at the Ground-based Instrumentation for Astronomy, 21–25 June 2004, USA.
- Aderin, M., I. Crawford, P. D'Arrigo, and A. Charalambous. "High Resolution Optical Spectrograph (Hros): A Summary of Progress." Paper presented at the Conference on Optical and IR Telescope Instrumentation and Detectors, 27–31 March 2000, Munich, Germany.
- Aderin, M. E., and I. A. Burch. "Countermine: Hand Held and Vehicle Mounted Mine Detection." Paper presented at the Second International Conference on Detection of Abandoned Land Mines, 12–14 October 1998, London, UK.
- Aderin, Margaret Ebunoluwa. "Interferometric Studies of Very Thin Lubricant Films in Concentrated Contacts." Thesis (Ph D and D I C ) - Department of Mechanical Engineering, Imperial College, London, 1995.
- (en) S. Gunsel, H. A. Spikes et M. Aderin, « In-Situ Measurement of Zddp Films in Concentrated Contacts », S T L E Tribology Transactions, vol. 36, no 2,‎ 1993, p. 276–82 (DOI 10.1080/10402009308983159)
- (en) M. E. Aderin, G. J. Johnston, H. A. Spikes, T. G. Balson et M. G. Emery, « Film-Forming Properties of Polyalkylene Glycols », Journal of Synthetic Lubrication, vol. 10, no 1,‎ 1993, p. 23–45 (DOI 10.1002/jsl.3000100103)
- Cann, P.M., M. Aderin, G.J. Johnston, and H.A. Spikes. "An Investigation into the Orientation Oflubricant Molecules in Ehd Contacts." In Wear Particles: From the Cradle to the Grave, edited by D. Dowson, G. Dalmaz, T. H. C. Childs, C. M. Taylor and M. Godet. 209–18: Elsevier Science Publishers, 1992.
- (en) M. Aderin, G. J. Johnston, H. A. Spikes et G. Caporiccio, « The Elastohydrodynamic Properties of Some Advanced Hydrocarbon-Based Lubricants », Lubrication Engineering, vol. 48, no 8,‎ 1992, p. 633–38